# Sobór jerozolimski
Sobór jerozolimski (sobór apostolski) – zebranie Kościoła, które odbyło się około 49 roku w Jerozolimie. Rozstrzygnięto na nim kwestię konieczności przestrzegania wymogów Prawa przez chrześcijan pochodzenia nieżydowskiego – nawróconych pogan. Wydarzenie zostało opisane w 15 rozdziale Dziejów Apostolskich, który jednak nie nazywa tej narady Apostołów i starszych soborem.
Przyczyną zwołania spotkania było żądanie chrześcijan pochodzenia żydowskiego z Jerozolimy, by obrzezywać chrześcijan pochodzenia pogańskiego. By rozstrzygnąć sprawę, Kościół antiocheński wysłał swoich przedstawicieli, w tym Pawła i Barnabę, do Jerozolimy. Tam przedstawiciele Kościoła jerozolimskiego, będący nawróconymi faryzeuszami, ponowili swój postulat. Podczas narady apostołów i starszych Piotr opowiedział się przeciwko nakładaniu nadmiernych obciążeń na pogan, a Paweł i Barnaba opowiedzieli o swych sukcesach misyjnych. Ostatecznie Jakub Sprawiedliwy zaproponował, by nie nakładać na pogan obciążeń Prawa żydowskiego, z wyjątkiem czterech starotestamentowych przepisów o czystości, które dotyczyły także cudzoziemców. Propozycja spotkała się z powszechną akceptacją. Apostołowie i starsi utrzymali zakaz spożywania krwi, mięsa zawierającego krew oraz mięsa zwierząt uduszonych, pokarmów z ofiar pogańskich, a także zakaz nierządu (Dz 15,20). Zniesienie obowiązku obrzezania jest też uznawane za pierwszy krok prowadzący do rozdziału chrześcijaństwa od judaizmu. Postanowienia te rozesłano do Kościołów w Cylicji i  Syrii.
Decyzje tam zawarte istotnie wpłynęły na rozwój chrześcijaństwa w środowisku pogańskim i na jego wyodrębnienie się z judaizmu.